# John Podesta
John David Podesta (Chicago, 8 de enero de 1949) es un político estadounidense y presidente de la campaña presidencial de Hillary Clinton de 2016.
Podesta había ejercido previamente como jefe del Gabinete del presidente Bill Clinton y consejero del presidente Barack Obama. Es el expresidente y actual Jefe y Consejero del Centro para el Progreso Nortamericano (CAP), un think tank liberal en Washington D. C., y es también profesor visitante de derecho en la Facultad de derecho de la Universidad de Georgetown. Fue el copresidente de la Transición presidencial de Barack Obama.
Algunos de sus mensajes privados fueron publicados por Wikileaks en 2016.

## Primeros años
Podesta pasó gran parte de su vida inicial en Chicago, donde nació, creciendo en el barrio de Jefferson Park en el sector noroeste de la ciudad. Su madre, Mary (née Kokoris), era greco-americana, y su padre, John David Podesta, Sr., era itálo-americano. Tony Podesta, un lobbista, es su hermano. Su padre no se graduó de la secundaria, pero animó a su hijo para que asistiera a la universidad.
En 1967, Podesta se graduó del Instituto Lane Tech en Chicago. En 1971, se graduó de la Knox College en Galesburg, Illinois, donde había ejercido como voluntario para la candidatura presidencial de Eugene McCarthy. Obtuvo su J.D. en el Centro de Leyes de la Universidad de Georgetown en 1976. Podesta trabajó como abogado de prueba para el Departamento de Justicia del programa honorario en la División de Recursos Naturales y Terrenales (1976–1977), y como Asistente Especial del Director de ACTION, la agencia de voluntario Federal (1978–1979). Su carrera política comenzó en 1972, cuándo trabajaba para la campaña presidencial de George McGovern, el cual perdió en 49 estados.

## Carrera
Podesta mantuvo cargos en el Capitolio, incluyendo ser consejero senador y líder demócrata Thomas Daschle (1995–1996); Abogado en Jefe para el Comité de Agricultura del Senado (1987–1988); Jefe del Consejo Minoritario para el Senado de Estados Unidos en Patentes, Copyrights, y Marcas; Seguridad y Terrorismo; y Reforma Reguladora; y Asesor en el Estado Mayor del Comité Judicial del Senado (1979–1981). En 1988, él y su hermano Tony cofundaron Podesta Associates, Inc, en Washington D. C., que es una firma lobby de ''relaciones gubernamentales. Hoy en día se llama, Grupo Podesta, la empresa "tiene lazos cercanos con el Partido Demócrata y la administración Obama [y] ha sido retenido por algunas de las corporaciones más grandes del país, incluyendo Walmart, BP y Lockheed Martin."

### La era de Clinton

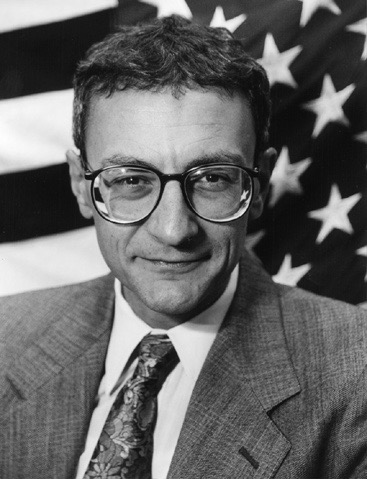
Podesta en 1993

Podesta ejerció como Asistente del Presidente y Jefe adjunto del estado. Poco después, de enero de 1993 hasta 1995, fue asistente del presidente, secretario del personal y asesor principal en las políticas de privacidad del gobierno, intimidad, seguridad de telecomunicaciones y política reguladora. En 1998, se convirtió en el jefe del personal de Clinton en su segundo periodo presidencial y mantuvo ese cargo hasta el final del gobierno de Clinton en enero del 2001. Podesta alentó a la Orden Ejecutiva 12958, la cual dirigió a esfuerzos a declasificar millones de páginas de los EE. UU., relacionados con la seguridad diplomática e historia nacional.

## Años recientes

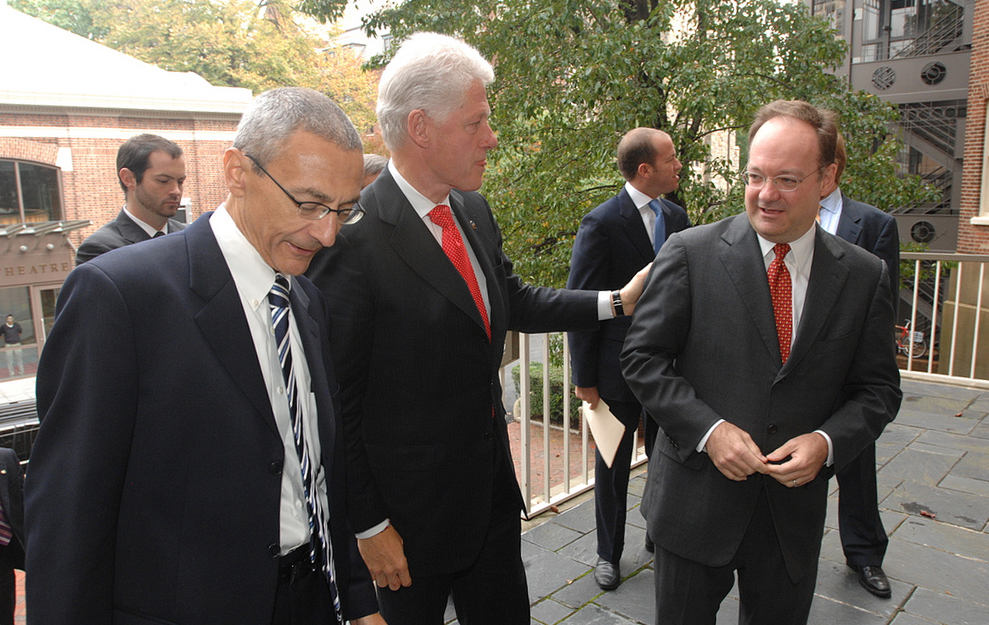
Reunión de Podesta con Bill Clinton y el rector de la Universidad de Georgetown, John J. DeGioia en 2006

Podesta fundó y es el actual jefe del Centro para el Progreso Norteamericano, un think tank liberal en Washington D. C., y Consejero del Centro para Fondo de Progreso de Acción estadounidense. Además de su trabajo en el Progreso estadounidense, Podesta es actualmente profesor visitante de derecho en el Centro de Leyes de la Universidad de Georgetown, su alma mater, donde impartió clases en investigaciones del Congreso y leyes tecnológicos y políticos. Es miembro de la comisión bipartidista Libertad y Seguridad del Proyecto de Constitución.
En 2008, Podesta publica su libro El Poder del Progreso: Cómo Puede Progresar EE. UU. (Una vez más) Salvar Nuestra Economía, Nuestro Clima, y Nuestro País. En 2009,  acompañó al expresidente Clinton a Corea del Norte para las negociaciones que aseguraban la liberación de dos periodistas estadounidenses en prisión por cargos de espionaje. Se le puede ver en numerosas fotografías de mayor circulación donde se ve a Clinton con Kim Jong-il.[cita requerida]
Podesta ha apoyado peticiones por varios que creen en la existencia oculta de extraterrestres, instando al gobierno que desclasifique archivos relacionados al tema. En una conferencia de prensa en el año 2002, organizada por Taken (serie de televisión), Podesta declaró que, " es hora de que el gobierno desclasifique registros que llevan más de 25 años y para proporcionar a los científicos datos que ayudarán a determinar la naturaleza real de este fenómeno".
Cuándo trabajó para Clinton en la Casa Blanca, Podesta estaba a cargo de un proyecto de desclasificar 800 millones de páginas de documentos de inteligencia.
Podesta Devenía un Patrón honorario de la Sociedad Filosófica Universitaria en marzo del 2006. Podesta permanece en la junta directiva del Knox College. Actualmente, es el representante de su país en el Grupo de Expertos de Alto Nivel de la Agenda de Desarrollo pos-2015.

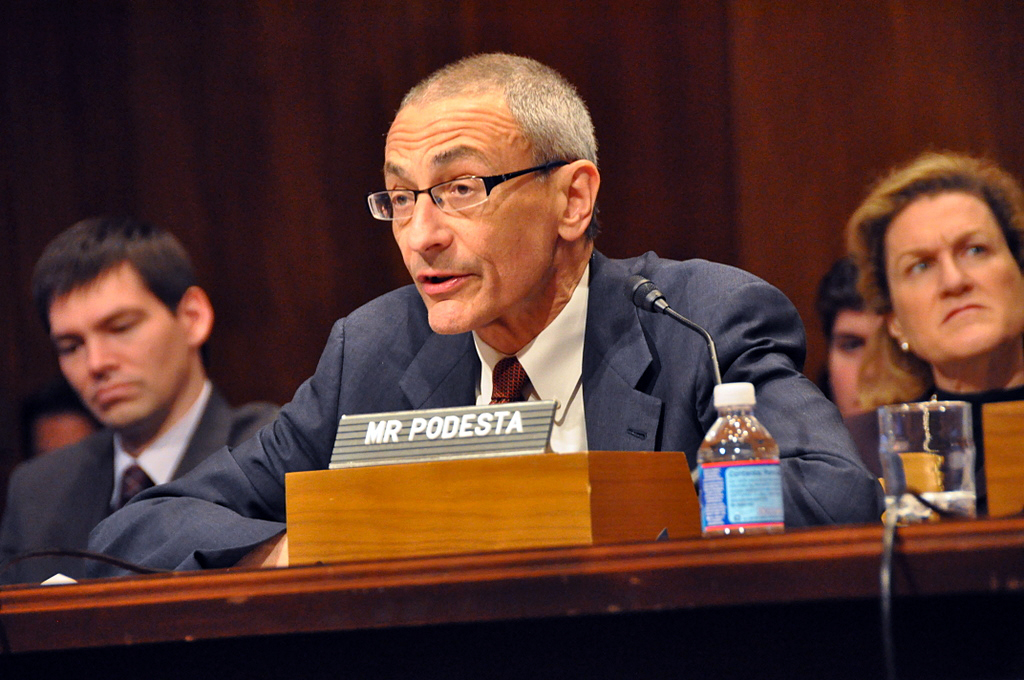
John Podesta declarando ante el la Comisión del presupuesto del Senado sobre el desempeño del Gobierno

En 2013, Podesta recibió como pago, $87.000 dólares como consultor por el billonario suizo establecido en Wyoming, Hansjörg Wyss, que ejerce lobby para impedir la exploración de energía en suelo nacional. Podesta ha sido descrito como "la fuerza de conducción dentro de la Casa Blanca para bloquear 12 millones de acres de tierra en el Refugio de vida silvestre del Ártico en Alaska para la extracción de petróleo… [él] emergió como uno de los arquitectos de la nueva política de la Casa Blanca, que busca poner fin a cualquier futura extracción de petróleo en la llanura costera de Alaska." Wyss ha donado cerca de $4 millones de dólares a Podesta y el Centro para el Progreso americano (CAP), y mantiene un puesto en la junta. Podesta trabajó en la Fundación HJW Wyss en 2013 y se unió a la Casa Blanca en enero del 2014. En el conflicto federal de normas de interés por la Oficina de Ética Gubernamental también instruyendo a funcionarios políticos a "no trabajar en cualquier asunto" si el trabajo de su empleador anterior "plantearía una pregunta con respecto a la imparcialidad del trabajador". La ley se aplica a los funcionarios de la Casa Blanca y se desconoce si Podesta nunca buscó o recibió una renuncia. En 2013, un artículo de The Nation nombró a CAP como "uno de los grupos de expertos más herméticos en relación con sus donantes." documentos fiscales del 2013, de la Fundación HJW y de la Fundación Wyss muestran que Wyss contribuyó $1.5 millones de dólares al CAP solo en ese año.

## Vida privada
Podesta está casado con Mary S. Podesta, una abogada de Washington. Tienen tres hijos.

## Otras fuentes
- Clinton, Bill (2005). My Life. Vintage. ISBN 1-4000-3003-X.